# System 7 (Band)

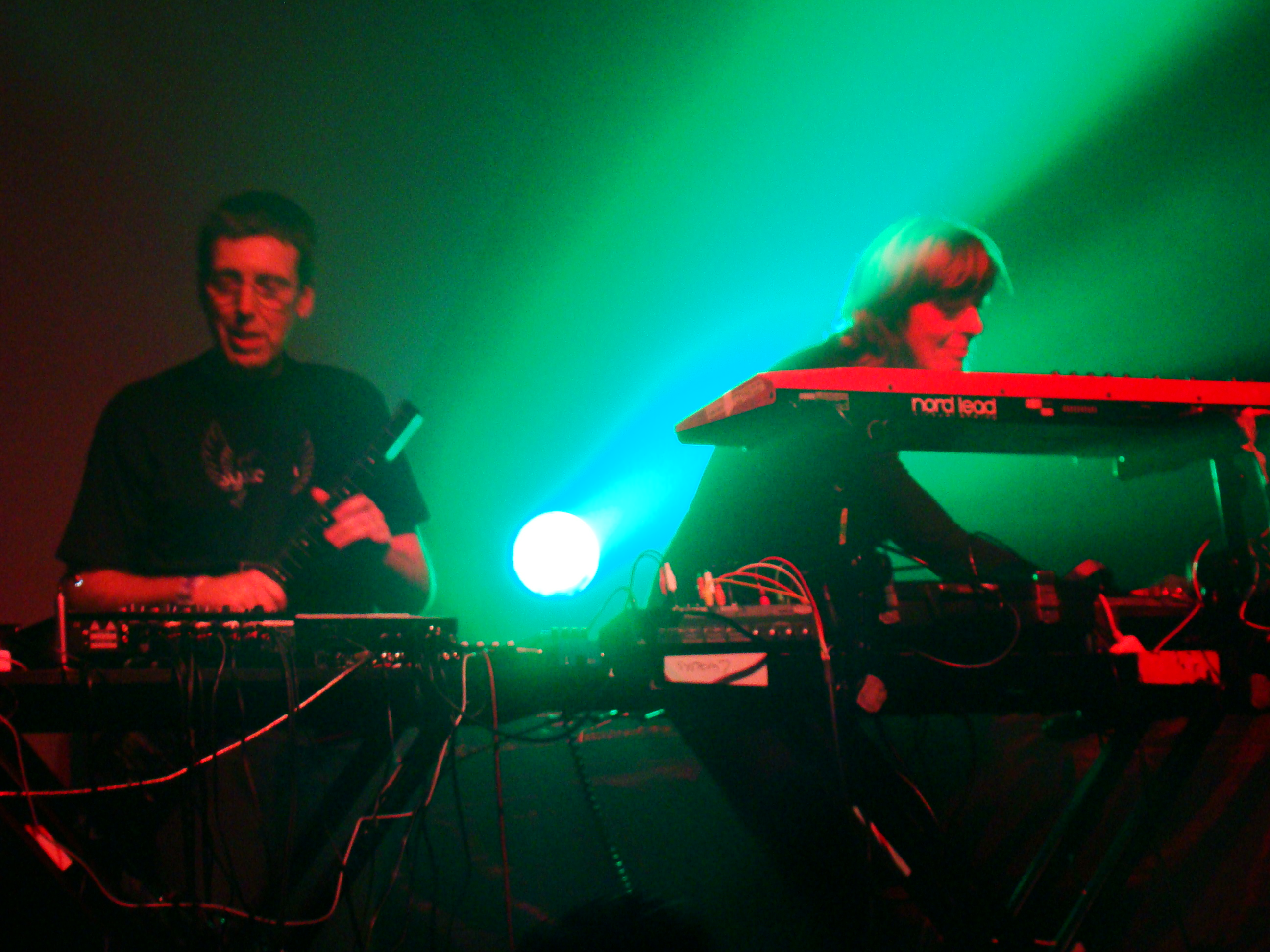
System 7

System 7 ist ein englisches Techno- und Ambient-Duo, das auch unter den Namen 777, Groovy Intent und Mirror System in Erscheinung trat.

## Biografie
Das Projekt System 7 wurde 1990 von Miquette Giraudy (Keyboard, Gesang) und Steve Hillage (Gitarre) gegründet und war in den 1990er Jahren mehrfach kurzzeitig in den englischen Charts gelistet. Aus rechtlichen Gründen verwendete der Act in den USA den Namen 777. 1998 gab sich das Duo für die Produktion der EP Matsurhythm 1 den Namen Groovy Intent, 2005 erschien unter dem Projektnamen Mirror System das gleichnamige Album.
Neben den alleinigen Produktionen des Duos gab es zahlreiche Kollaborationen, u. a. mit Derrick May, Alex Paterson (von The Orb), Carl Craig und Laurent Garnier. System 7 gehört zu den wenigen Techno- und Ambient-Acts, die für ihre Produktionen eine Gitarre verwenden.
Das mit Ultra Naté aufgenommene Stück Altitude erreichte 1992 Platz 44 der Billboard Dance Music/Club Play Singles. Charterfolge in den UK-Single-Charts hatte System 7 1993 mit 7:7 Expansion (Platz 39) und Sinbad / Quest (Platz 74). Auch die Alben Altitude (mit Ultra Naté, 1992) und 777 (1993) waren in der britischen Hitparade vertreten.

## Diskografie

### Alben
| Jahr | Titel    | Höchstplatzierung, Gesamtwochen, AuszeichnungChartsChartplatzierungen (Jahr, Titel, Platzierungen, Wochen, Auszeichnungen, Anmerkungen) | Anmerkungen                                                                                                |
| Jahr | Titel    | UK | Anmerkungen                                                                                                |
| ---- | -------- | --- | --- |
| 1992 | Altitude | UK75 (1 Wo.)UK | mit Ultra Naté 12"-Doppelvinyl mit 8 Versionen des Liedes Altitude Produzenten: Derrick May, Steve Hillage |
| 1993 | 777      | UK30 (2 Wo.)UK | |

Weitere Alben
| - 1991: System 7 - 1992: 777 (als 777, Reissue des Albums System 7 in den USA) - 1994: Point 3 – Fire Album - 1994: Point 3 – Water Album - 1995: Power of Seven7 - 1995: System 7.3 Fire + Water (als 777, Reissue der Alben Point 3 – Fire und Point 3 – Water in den USA; 2 CDs) - 1996: System Express - 1997: Golden Section - 2001: Seventh Wave - 2003: Live Transmissions - 2004: Encantado | - 2005: Mirrorsystem (als Mirror System) - 2007: Phoenix - 2009: Live @ Shinjuku Face 11.4.2009 - 2011: Up - 2013: Phoenix Rising (mit Rovo) - 2002: Mysterious Traveller (mit Derrick May) - 2006: Planet 7 (8 mp3-Files) - 2009: The 69 Steps Vol. 04 – Reflector (als Mirror System) - 2011: Phoenix Rising (mit Rovo; CD + DVD) - 2014: Out |

### Singles
| Jahr | Titel Album                                             | Höchstplatzierung, Gesamtwochen, AuszeichnungChartsChartplatzierungen (Jahr, Titel, Album, Platzierungen, Wochen, Auszeichnungen, Anmerkungen) | Anmerkungen              |
| Jahr | Titel Album                                             | UK | Anmerkungen              |
| ---- | ------------------------------------------------------- | --- | ------------------------ |
| 1993 | 7:7 Expansion 777                                       | UK39 (1 Wo.)UK |                          |
| 1993 | Sinbad / Quest 777                                      | UK74 (1 Wo.)UK |                          |
| 1995 | Alpha Wave Point 3 – Water Album / Point 3 – Fire Album | UK92 (1 Wo.)UK |                          |
| 1996 | Interstate Power of Seven⁷                              | UK85 (1 Wo.)UK | Bandname in den USA: 777 |
| 1997 | Rite of Spring Golden Section                           | UK99 (1 Wo.)UK |                          |

Weitere Singles
| - 1990: Sunburst - 1991: Miracle - 1991: Freedom Fighters - 1991: Habibi - 1991: Strange Quotations - 1991: Depth Disco - 1992: Altitude (feat. Ultra Naté) - 1993: Desir - 1994: Sirènes (in den USA als 777) - 1994: Limited Addition - 1996: Big Sky City (J.O.S. Remix) / Sunburst (Atahualpa Mix) - 1996: Hangar 84 - 1998: Borobudur - 1998: Ring of Fire | - 2001: High Plains Drifter - 2002: Mysterious Traveller – Limited Sampler (mit Derrick May) - 2004: Planet 7 Mixes - 2007: Hinotori - 2007: Space Bird - 2010: AlphaWave / HPD - 2011: PositiveNoise - 2012: Passion - 1998: Matsurhythm 1 EP (als Groovy Intent, mit ManMadeMan und Quirk) - 2009: I Travel EP (mit Derrick May) - 2013: Hinotori EP (mit Rovo) |